# Distretto di Korkuteli
Il distretto di Korkuteli (in turco Korkuteli ilçesi) è uno dei distretti della provincia di Adalia, in Turchia.